# Miguel Martín Cuesta
Miguel Martín Cuesta (Vadocondes, provincia de Burgos, España; 8 de mayo de 1782-Barcelona, España; 10 de marzo de 1808) fue un soldado de la primera compañía del tercer batallón de Guardias Reales Españolas, probablemente la primera víctima de la Invasión francesa a España.

## Biografía

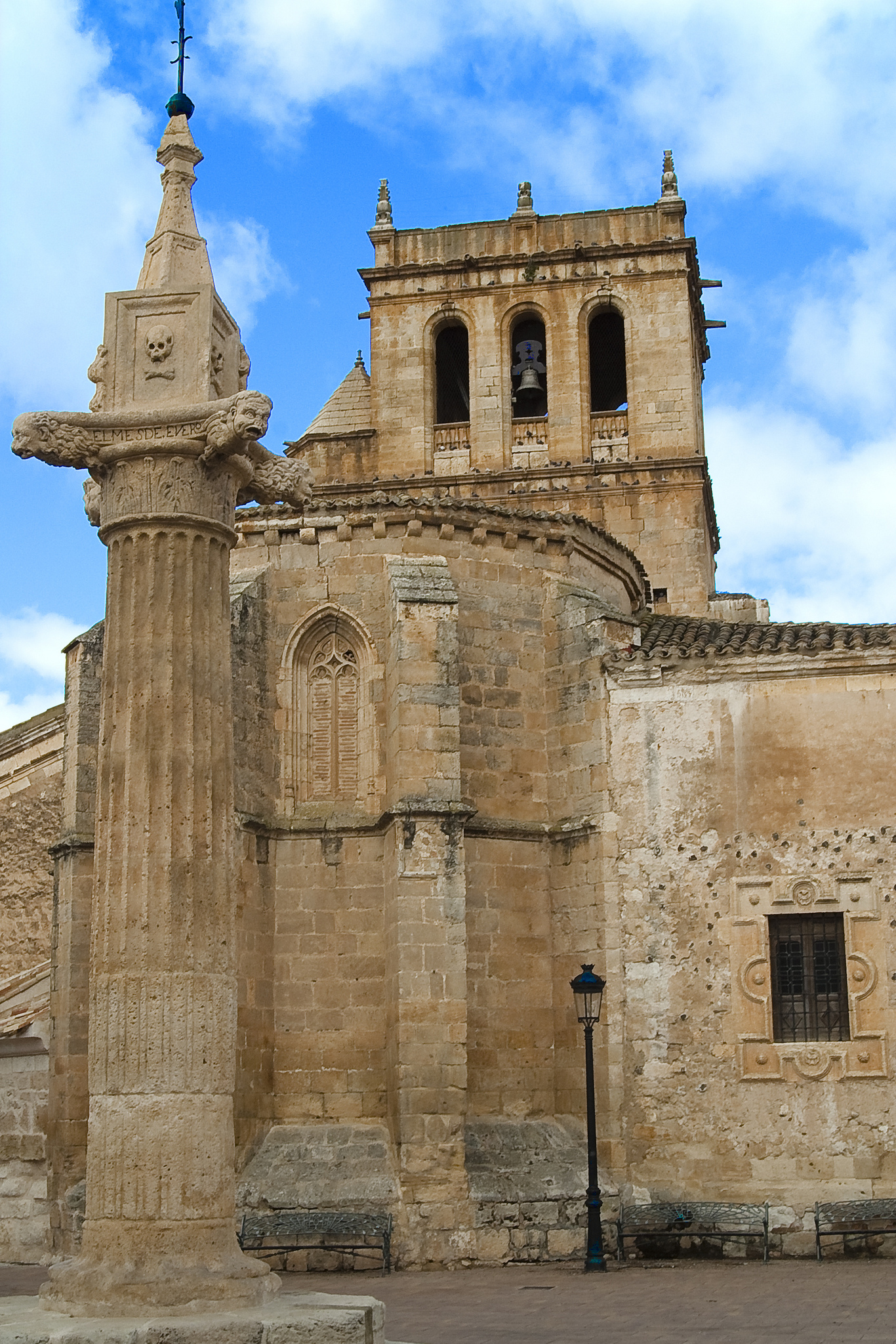
Iglesia de Vadocondes.

Hijo del matrimonio formado por Miguel Martín y María Cuesta.
Soldado de las Reales Guardias Españolas formadas por tres batallones que se encontraban en las siguientes ciudades al estallar el conflicto: 
I y II Bon en Aranjuez, III Bon en Barcelona.

## Barcelona
El día 2 de marzo de 1808, a las cinco y media de la tarde Miguel se encontraba en una taberna  de Barcelona donde fue insultado por seis soldados franceses. Así lo narra el presbítero:

"...No llevaba ningún arma pero con una vara, y tras ser escupido por dos veces en la cara y a empujones, arrojó a los soldados franceses a la calle. Un soldado italiano que pasaba por allí, de dio un sablazo al español, haciéndole caer medio atontado sobre una mujer que vendía chorizos. Esta le dio un cuchillo y, después de recibir un sablazo, arremetió contra los franceses y el italiano y de una puñalada mató a este último, huyendo los soldados franceses. El español tiró el cuchillo a la entrada de la calle de San Francisco y al verse acosado por la guardia penetró en casa del Intendente, donde se le encontró, conduciéndolo preso a la ciudadela..."

El jueves 3 de marzo se le formó un consejo de guerra sentenciándolo a la pena máxima siendo ejecutado y enterrado en la Capilla de la Purísima Sangre de la Iglesia de Santa María del Pino.

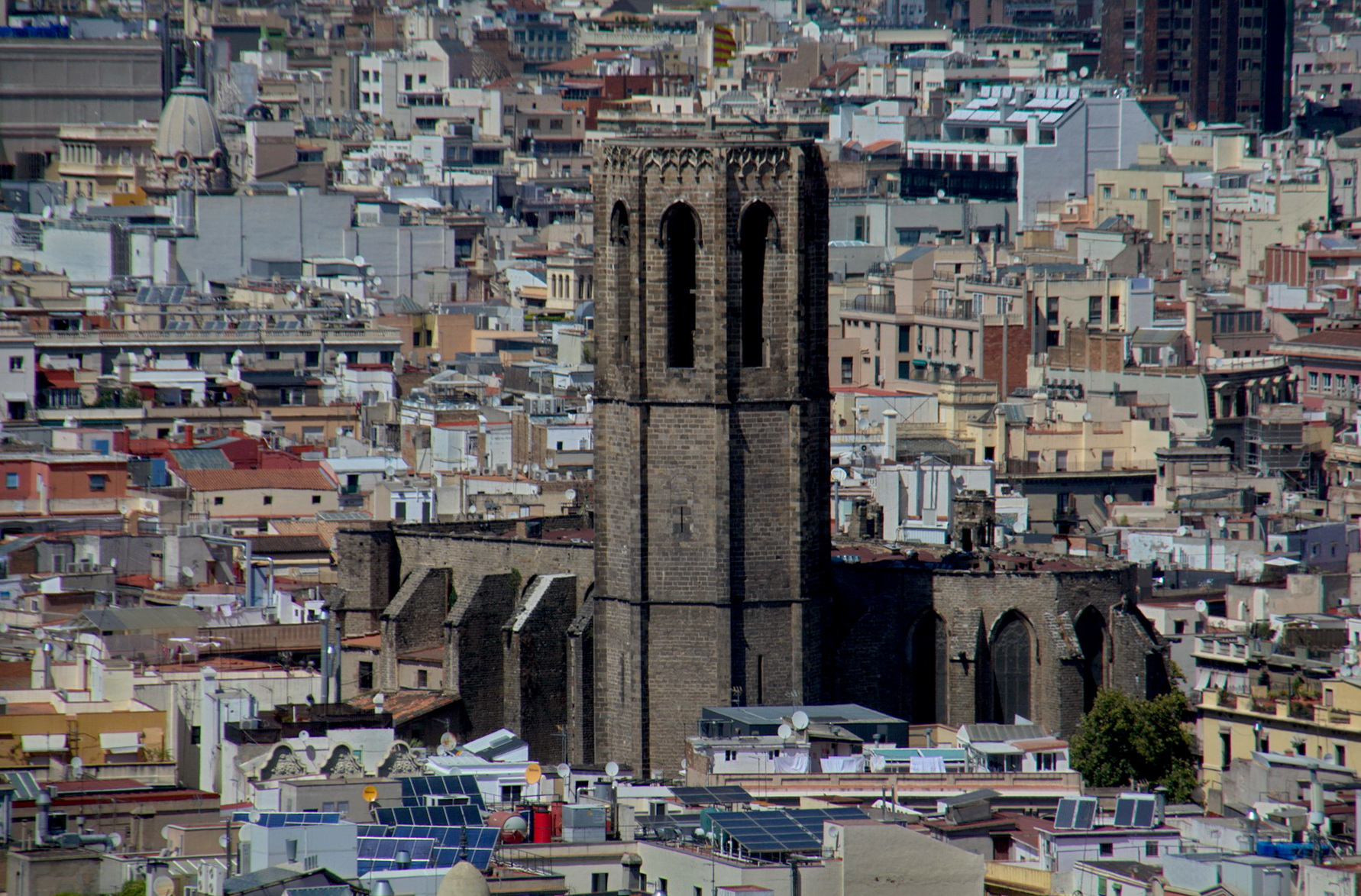
Iglesia de Santa María del Pino.